# Hiram Mier
Hiram Mier (* 25. August 1989 in Monterrey, Nuevo León) ist ein mexikanischer Fußballspieler auf der Position eines Verteidigers.

## Leben

### Verein
Reyes wurde in der Nachwuchsabteilung seines Heimatvereins CF Monterrey ausgebildet und begann seine Profikarriere 2007 in dessen B- und C-Teams, die in der zweiten und dritten Liga spielten.
Sein Debüt für die erste Mannschaft des CF Monterrey in der mexikanischen Primera División gab er am 2. Oktober 2010 beim 2:1-Heimsieg gegen Necaxa, bei dem er gleich über die volle Distanz von 90 Minuten zum Einsatz kam. Am Ende derselben Halbsaison, in der er insgesamt neun Einsätze absolvierte (und acht davon über die volle Distanz), gewann er mit den Rayados auf Anhieb die Meisterschaft der Apertura 2010. Dieser Titelgewinn berechtigte zur Teilnahme an der CONCACAF Champions League, die der CF Monterrey unter der Mitwirkung von Hiram Mier zwischen 2011 und 2013 dreimal in Folge gewann.

### Nationalmannschaft
Mier absolvierte insgesamt 26 Spiele für die mexikanische U-23-Auswahl, mit der er 2011 das Fußballturnier der Panamerikanischen Spiele gewann. Mit derselben Auswahl gewann er 2012 das olympische Fußballturnier und das prestigeträchtige Turnier von Toulon.
Seit 2011 kam Mier auch in diversen Spielen der A-Nationalmannschaft zum Einsatz und gehört zum mexikanischen Aufgebot beim Konföderationen-Pokal 2013, wo er in allen drei Gruppenspielen gegen Italien (1:2), Brasilien (0:2) und Japan (2:1) eingesetzt wurde.

## Erfolge

### Verein
- Mexikanischer Meister: Apertura 2010
- Sieger der CONCACAF Champions League: 2011, 2012, 2013

### Nationalmannschaft
- Olympiasieger: 2012
- Sieger des Turniers von Toulon: 2012
- Sieger der Panamerikanischen Spiele: 2011